# Leuchtturm Cape Sierra
Der Leuchtturm Cape Sierra (englisch Cape Sierra Lighthouse), auch Aberdeen Lighthouse, selten Cape Light House, ist ein ehemaliger Leuchtturm in Freetown im westafrikanischen Sierra Leone. Der Leuchtturm befindet sich im äußersten Nordwesten der Freetown Peninsula.
Das Leuchtfeuer befindet sich auf einer Feuerhöhe von 19 Metern. Der 21 Meter hohe Rundturm wurde 1849 errichtet und ist seit unbestimmter Zeit außer Betrieb und dem Verfall überlassen. Das angeschlossene Leuchtfeuerwärterhaus ist nicht mehr vorhanden. Der Turm verfügte über ein weißes Licht, das alle 15 Sekunden aufblitzte und 14 Seemeilen weit zu sehen war; das rote durchgehende Licht hatte eine Tragweite von 12 Seemeilen.
Aktuell (Stand 2019) wird ein Ersatzturm etwa 400 Meter südlich des Standortes genutzt.